# Pan con helado
El pan con helado es un postre artesanal, elaborado a base de pan de fiesta y crema helada artesanal. Es originario de Zacatelco, México, y es típico de la gastronomía del estado Tlaxcala. Fue declarado Patrimonio Cultural Inmaterial de Tlaxcala por el congreso del estado el 13 de octubre de 2020, mediante el decreto número 220.
Su producción consiste en 30 litros de helado artesanal para rellenar aproximadamente 40 piezas de pan. El producto se distribuye por comerciantes zacatelquenses para su venta en municipios vecinos como Santa Catarina, Santo Toribio, Teolocholco, San Lorenzo, Papalotla y Acuamanala. Posterior a su declaratoria como patrimonio cultural inmaterial el pan con helado ha sido dado a conocer en otros estados como Puebla, Ciudad de México y Estado de México.

## Historia
Su origen ha sido discutido entre localidades como Huactzinco y Papalotla, no obstante los primeros indicios de la combinación entre helado y pan detentan en Zacatelco desde 1933, según los mercaderes la mezcla surgió de Vicente Tecocoatzi y Fidel Guzmán, un heladero y panadero, respectivamente. La bebida de Cacao y el pan con helado fueron exhibidos en el Tianguis Turístico de Acapulco en abril de 2017, como representación gastronómica de Zacatelco y del estado de Tlaxcala.